# Peperomia espinosae
Peperomia espinosae är en pepparväxtart som beskrevs av Truman George Yuncker. Peperomia espinosae ingår i släktet peperomior, och familjen pepparväxter. Inga underarter finns listade i Catalogue of Life.